# 少花黄猄草
少花黄猄草（学名：Strobilanthes oligantha）是爵床科紫云菜属的植物。分布在日本以及中国大陆的四川、湖北、福建、安徽、湖南、江西、浙江等地，生长于海拔500米至2,000米的地区，常生于林下以及阴湿处，目前尚未由人工引种栽培。

## 别名
少花马蓝（中国高等植物图鉴）

## 种下等级
- Strobilanthes oliganthus Miq.